# Лисец (област Кюстендил)
 Тази статия е за селото в Област Кюстендил.  За други значения вижте Лисец.  
Лисец е село в Западна България. То се намира в община Кюстендил, област Кюстендил.

## География
Село Лисец се намира на 17 км северозападно от гр. Кюстендил. Надморска височина при черквата - 1105 м.
По-голямата част от махалите са по наклонен терен от 1100 м до 1200 м н.в.
Чавките е махалата на най-голямата надморска височина - 1360 м в цялата Географска област Каменица. 
Планинско село. Намира се в източната част на Географска област Каменица, в центъра на Лисец планина, северно от най-високия връх Връшник /1500 м/, по склоновете на горното течение на Лисецки поток (Лесковска река).
В миналото селото е носело и името Полски Лисец, за да се различава от едноименното малко селце в Кюстендилското Краище, останало в Р Сърбия.
Името на селото идва от оголения в миналото /лис/ връх Връшник.
Селото не е типично каменишко. Административната му принадлежност, транспортната му връзка, пощенските и медицински услуги, прогимназиално образование винаги са били към села извън Каменица -
Блатец, Радловци, Соволяно. Отнасяме го към Географска област Каменица, тъй като орографски и хидрографски принадлежи към нея.
Климатът е умерен, преходно-континентален, с планински характер. Ветрове духат от всички посоки.
Селото е разпръснат тип, от доста махали, групирани основно в две  - Горна и Долна. Към Горна махала са: Чавките, Алексинци, Дедо Пешови, Бръндарците, Босилкините, Дедо Гогови, Миленкови, Никови.
Към Долна махала са: Гопи, Беговци, Цветковци, Вукарци, Кърджалийска, Воденичарците, Лучанска, Митревска, Стоянова, Костурска, Циганска. Изброените махали са съществували в този брой преди 50 години. Сега са обезлюдени, с изключение на махалата до черквата.
През годините селото принадлежи към следните административно-териториални единици: От 1883 г. е към Лозненска община, от 1923 г. към община Блатец, от 1934 г. към община Соволяно, от 1952 г. пак към община Блатец, от 1977 г. - към Селищна система Кюстендил, от 1978 г. - към Селищна система Драговищица, от 1987 г. - към кметство Блатец, община Кюстендил. Обслужва се от кметския наместник на с. Радловци. 
През последните години автобусна връзка има само в събота.

## Население
Към 2021 г. целогодишно живеят двама души.
В края на ХIX в. и началото на XX в. има изселнически процес.
| Година    | 1866 | 1880 | 1900 | 1926 | 1934 | 1946 | 1956 | 1965 | 1975 | 1984 | 2010 |
| Население | 100  | 229  | 271  | 328  | 334  | 302  | 195  | 65   | 20   | 5    | 6    |

## История
Няма запазени писмени данни за времето на възникването на селището. През 1866 г. селото има 10 домакинства със 100 жители. В руска триверстова карта от 1878 г. е записано като Лисецъ.
В края на XIX век селото има 5479 декара землище, от които 3276 дка ниви, 725 дка ливади, 1478 дка гори и др.
Основен поминък на селяните е повече скотовъдство, по-малко земеделие (овес, ръж, ечемик, пшеница), домашни занаяти, някои са добивали дървени въглища. Имало воденица, която не е работила през летните месеци,
поради липсата на вода.
През 1928 г. е открита мандра, която е съществувала до август 1944 г. 
Някои мъже  са работили като сезонни работници из България.
На 17 юни 1944 г., в 11,45 ч., във въздушен бой между български изтребители и американски бомбардировач, последният е свален и пада в землището на с. Лисец. От екипажа на сваления бомбардировач загиват 6 души.
Оцеляват катапултирали 4 души. Някои възрастни хора в района помнят добре този случай и разказват, че дори са изпитвали жал към загиналите млади хора, въпреки че са били врагове: "И те имат майки, които ги чакат..."
През 1910 г. е построена черква "Св. Илия".
От 1901 г. са се водили учебни занятия в частни сгради. През 1906 г. в село Блатец се открива обща  училищна сграда за обучение на децата от трите съседни села - Лисец, Дождевица и Блатец. По невнимание сградата
е опожарена през 1924 г. През 1927 г. трите села си построяват самостоятелни училищни сгради за начално обучение близо до черквата.  Училище "Елин Пелин"  в Лисец е закрито през 1965 г. Децата са учили в прогимназията
в с. Соволяно, където е имало и пансион.
През 1950 г. е учредена Всестранна кооперация „Балкан“. През 1956 г. се създава ТКЗС „Балкан“, което през 1960 г. преминава към ДЗСКюстендил, а от 1979 г. е включено в състава на АПК „Драговищица“ – с. Драговищица.
През 1991-1992 г. земята се връща на бившите собственици и техните наследници. Планинските земи запустяват, самозалесяват се и обрастват с храсталаци. Размножават се диви прасета.
Селото е електрифицирано през 1970 г. и водоснабдено през 1976 г. от местни източници.
Смесени гори, сред които и бук, чист въздух, сочни зелени треви и пасища - районът ухае на билки. С местоположението си, със своя подалпийски характер, с изворната букова гора, селото и близкият до него
връх Връшник представляват туристически интерес. До селото може да се отиде с автобус или кола, а оттам до върха пеша, за малко повече от час. Връшник е достъпен и откъм местността Дервент. 

## Исторически, културни и природни забележителности
- Църква „Свети Илия“ (1910).
- Паметник на загиналите през войните 1912-1913 и 1915-1918 г.
- Общоселски събор на Илинден

## Религии
Село Лисец принадлежи в църковно-административно отношение към Софийска епархия, архиерейско наместничество Кюстендил. Населението изповядва източното православие.

## Личности
- Иван Велинов (р. 1931 г.), юрист, доцент, канд на юрид.науки. Председател на Върховния съд на НРБ (1981 – 1990).
- Мих. Ц. Славейков, български революционер от ВМОРО, четник на Никола Георгиев Топчията[3]